# Ночницы (мифология)
Ночницы, ночница (чаще мн.) — в славянской мифологии ночные духи женского пола, враждебно настроенные по отношению к людям. Ночницы нападают на детей, готовящихся отойти ко сну, причиняя им беспокойство и вызывая бессонницу. Славяне верили, что причина детского плача, ночного крика и плохого сна является результатом деятельности ночниц:302.

## Наименования
Термин «ночницы» известен всем славянам, наряду с другими названиями: в.-слав. плаксы, плачки, плаксивицы, криксы, криксы-вараксы, криксы-плаксы, полуночница и т. п., пол. płaczki, болг. горска майка, ношно, серб. шумска мајка: сенке, мора, мрак, бабице, хорв. mrake, vidine, словен. nočnine, mračnine и т. п.

## Внешний облик
В восточной Сербии ночницы (сербохорв. ноћнице) представлялись в виде уродливых баб в чёрном. По хорватским поверьям ночницы (хорв. noćničine) — длинноволосые женщины с когтями на пальцах рук. По единичным польским данным, они могли быть похожими на птиц или летучих мышей. В западной Белоруссии (Слонимский повет) верили, что начніца могла принять вид чёрного мохнатого червяка.

## Способы защиты
Согласно общеславянским верованиям, от ночницы могут защитить обереги. Оберегом могут служить острые металлические предметы, такие как игла, нож, топор, или же ключ, положенные под подушку или в колыбель. Надёжную защиту от ночницы дают головки чеснока и другие растения, наделённые в народных представлениях свойством отпугивать нечистую силу. Особую группу оберегов против ночницы составляют предметы печной принадлежности (кочерга) и домашней утвари, связанные с метением и вычёсыванием (веник, помело, прутья от метлы, щётка, гребень для чесания льна), предполагающие совершение с ними определённых ритуально-обрядовых действий:304.
Согласно записям этнографа Богдановича А.Е. от ночниц оберегал огонь. "Когда дети корчатся и кричат от боли, не спят по ночам, - это их мучают Ночницы - маленькие и злые духи ночи. Их только может прогнать светоносное начало - огонь. Ночью, когда дитя особенно раскричится, топят печь, и перед пламенем "палают" больного ребенка. Палать - это собственно значит очищать от шелухи ячменную или какую-либо другу крупу посредством встряхивания в особых паланках. Нечто подобное проделывают и с больным ребенком. Его кладут в подол платья, качают перед пламенем, слегка встряхивая и нашептывая "заговор": «Темная ночка Ночниц породила, Малому дитяти муки нарабила, Ясное солнышко день начинает, Ночниц прогоняет, Денниц (Дзянниц) насылает, боль унимает, Шух в печь! Шух в печь!» Пламя или пожирает ночниц, или отгоняет прочь."

## Родственные и схожие персонажи
Мара — демон ночных кошмаров.

## В науке
В честь ночницы назван мелкий горгонопс Nochnitsa из пермских отложений Котельнича, Кировская область. Название задумывалось как местный аналог горгон — женщин-чудовищ из греческой мифологии.